# Waldblick (Blankenfelde-Mahlow)
Waldblick ist ein bewohnter Gemeindeteil der Gemeinde Blankenfelde-Mahlow im Landkreis Teltow-Fläming im Land Brandenburg.

## Geografische Lage
Der Gemeindeteil liegt im Nordwesten des Gemeindezentrums und grenzt dort im Norden an die Stadtgrenze von Berlin an. Westlich liegt der Ortsteil Birkholz der Gemeinde Großbeeren, südlich der Ortsteil Mahlow. Der westliche Teil wird überwiegend landwirtschaftlich genutzt und durch den Mahlower Seegraben entwässert, der östliche Teil ist überwiegend bebaut. Südlich führt die Schnellstraße Potsdam–Schönefeld in West-Ost-Richtung am Gemeindeteil vorbei.

## Geschichte
Die Flächen südlich von Lichtenrade gehörten zu Beginn des 20. Jahrhunderts einem Bürger Buckow aus Tempelhof. Er parzellierte seine Ackerflächen und ließ, beginnend am Ende der Mozartstraße mehrere Querstraßen anlegen. Im Jahr 1906 entstanden so die Annastraße (im Jahr 2020: Hubertusstraße), die Elisabeth-Straße (Zeppelinstraße) und die Margarethen-Straße (Hans-Thoma-Straße). Die Initiative Waldblick verweist in ihrer Chronik zum Gemeindeteil darauf, dass die Namensgebung auf seine drei Töchter zurückzuführen sei. Drei Jahre später wurden weitere Flächen parzelliert und es entstanden die Straße 25 (Arcostraße) sowie Straße 17 (Ziethener Straße). In den Plänen war ein kleiner, dreieckiger Park vorgesehen, der im 21. Jahrhundert lediglich noch als flächenmäßig kleinerer Spielplatz vorhanden ist. Auf den Flächen siedelten zahlreiche Berliner Bürger, die sich dort einen Garten anlegten. Im Jahr 1910 gründete sich ein Grundbesitzerverein Gartenfreunde Lichtenrade-Mahlow mit Sitz in Lichtenrade. Dieser Verein veranstaltete im Februar 1914 am Nollendorfplatz ein Wintervergnügen. Zu diesem Anlass erschien ein „Tafel-Lied“, in dem die Siedlung als Heimgarten und Waldesblick bezeichnet wurde, während die Gemarkung in Versicherungsdokumenten als Lichtenrade-Mahlow Heimgarten geführt wurde. Im Jahr 1919 entstanden durch weitere Parzellierung die Menzelstraße sowie Lessing-Straße (Max-Planck-Straße). Mit der Eingemeindung zahlreicher Landgemeinden nach Groß-Berlin im Jahr 1920 kam die Siedlung nach Mahlow. Zwei Jahre später ließ der Physiker Georg Graf von Arco das erste Massivhaus in der Siedlung errichten. Zu seinem Gedenken wurde die Dreibundstraße später in Arcostraße umbenannt. In dieser Zeit arbeitete auch der deutsche Bildhauer Kurt Harald Isenstein bis zu seiner Vertreibung durch die Nationalsozialisten in einem Atelier in der Dreibundstraße 56 (Arcostraße 2). Mittlerweile war die Siedlung an das öffentliche Telefonnetz angeschlossen; es gab einen Bäcker, einen Schuhmacher, einen Fuhrbetrieb, eine Glaserei, ein Kolonialwarengeschäft, eine Kupferstecherei sowie ein Handelsunternehmen, das Baumaterial, aber auch Kohlen verkaufte. Im Jahr 1927 gründete sich der Grund- und Hausbesitzerverein Mahlow-Nord.
Im Zweiten Weltkrieg wurden zahlreiche Häuser durch Luftminen beschädigt. Im Dezember 1943 stürzte ein alliierter Bomber über Waldblick ab. Die Besatzung kam dabei ums Leben, zahlreiche Gebäude in der Wilhelmstraße und der Max-Planck-Straße wurden beschädigt. Zum Ende des Krieges befand sich am westlichen Ende der Ziethener Straße ein Bunker mit Schützengraben, der unter massiven Beschuss geriet. Hierdurch wurden zahlreiche umliegende Häuser beschädigt. Es entstanden zahlreiche Baracken, in denen die Bewohner vorübergehend untergebracht wurden. Im Jahr 1947 gründete sich mit dem Kleingärtner und Siedlerverein im Kreisverband Teltow der dritte derartige Verein, der ein Jahr später dem Verband der Kleingärtner, Siedler und Kleintierzüchter angegliedert wurde. Im Jahr 1950 erschien Waldblick erstmals als Wohnplatz der Gemeinde Mahlow. Im Jahr 1952 war Waldblick von der Sperrzone betroffen, die an der deutsch-deutschen Grenze eingerichtet wurde. Die nördlichen Zufahrtsstraßen Arcostraße, Keplerstraße und Lichtenrader Straße waren nun durch einen Zaun unterbrochen. Bewohner aus West-Berlin konnten ihre Grundstücke nicht mehr betreten, wodurch es zu zahlreichen Austritten aus dem Kleingärtner- und Siedlerverein kam. Zwei Jahre entstand eine hölzernen Kaserne an der Arcostraße, die von der Deutschen Volkspolizei belegt wurde. Mit dem Bau der Berliner Mauer wurden die Anbindung an West-Berlin vollständig unterbrochen. Dies betraf sowohl S-Bahn-Verbindung, die Straßenzüge und Teile der Infrastruktur, indem die Telefonleitungen nach Lichtenrade unterbrochen wurden. Zahlreiche Häuser an der Arco- und Keplerstraße wurden abgerissen und Grundstücke auf der nördlichen Seite der Hubertusstraße enteignet. Drei Jahre später wurde die Kaserne durch einen massiven Anbau erweitert und vom Grenzregiment 42 „Fritz Perlitz“ und dem Grenz-Ausbildungsregiment 39 belegt.
In den kommenden Jahren kam es zu drei Fluchtversuchen, bei denen mindestens zwei Menschen getötet wurden. Das erste Opfer war Eduard Wroblewski im Jahr 1966; im Jahr 1975 starb Herbert Kiebler. Beide wurden von Grenztruppen der DDR erschossen. Im Oktober 1979 durchbrach ein Soldat mit einem Brückenlegepanzer das Kasernentor, die Hinterlandmauer der Grenzanlagen und blieb anschließend im Sperrgraben stecken. Bei seiner anschließenden Flucht wurde er angeschlossen und überlebte schwer verletzt. In dieser Zeit entstand an der Arcostraße ein Gemeinderaum, der im 21. Jahrhundert von einem Restaurant genutzt wird.
Nach der Wende fand am 6. April 1990 ein Fest zur Öffnung der Grenze statt. In die Kaserne zog ein Christliches Sozialwerk für Drogen- und Alkoholkranke ein. In den Folgejahren entstanden zahlreiche neue Einfamilienhäuser, die zu einer Erweiterung Waldblicks durch die Hans-Olde-Straße, den Lesser-Ury-Weg und die Lovis-Corinth-Straße führten. Die Anbindung des Dorfes wurde dabei durch die Ortsumgehungsstraße L 76 gefördert, die zwischen 2011 und 2014 entstand.

## Personen mit Bezug zum Ort
- Georg Graf von Arco, deutscher Physiker, wohnte in den 1920er Jahren im Ort
- Kurt Harald Isenstein, deutscher Bildhauer, besaß ein Atelier im Ort